# تراكليسن
تراكليسن (بالدنماركية: Tracklisten)‏ وتسمى أيضاً هيتليسن هو مخطط قياس يعرض أفضل 40 تسجيل موسيقي في الدنمارك، حيث تعرض أكثر التسجيلات مبيعاً في الدنمارك، وهي جزء من الاتحاد الدولي للصناعة الفونوغرافية، وقد تأسست في أبريل 1965.

## وصلات خارجية
- الموقع الرسمي